# Trichonephila clavata
Trichonephila clavata is een spin uit de familie van de wielwebspinnen (Araneidae) die voorkomt over geheel Japan (uitgezonderd Hokkaidō), Korea, Taiwan en China.
De soort overwintert als eitje; in de lente komt het uit. Vrouwtjes hebben een lichaamslengte van 17 tot 25 millimeter, mannetjes 7 tot 10 mm. De beet van de spin is giftig maar niet dodelijk.
Vrouwtjes zijn te herkennen aan hun gele en blauwe strepen met rood aan hun abdomen. Ze kunnen een één meter groot web maken. De spinnen paren in de herfst waarna het vrouwtje een eierzak spint en 400-1500 eitjes legt. In de late herfst of winter sterft ze.
De spin komt sinds 2014 als exoot voor in het zuidoosten van de Verenigde Staten.